# Aulacaspis greeni
Aulacaspis greeni är en insektsart som beskrevs av Takahashi 1934. Aulacaspis greeni ingår i släktet Aulacaspis och familjen pansarsköldlöss.
Artens utbredningsområde är Taiwan. Inga underarter finns listade i Catalogue of Life.